# 2013 en cyclisme
| Années du cyclisme : 2010 - 2011 - 2012 - 2013 - 2014 - 2015 - 2016    |
| Décennies du cyclisme : 1980 - 1990 - 2000 - 2010 - 2020 - 2030 - 2040 |

Cet article présente le résumé de l'année 2013 en cyclisme.

## Par mois

### Janvier
- 3 janvier : L'Australien Caleb Ewan (Bikebug) remporte la Mitchelton Bay Cycling Classic, une série de critériums en Australie. Avec 23 points, il devance après les 3 jours de courses le Néo-Zélandais Gregory Henderson (Degani Bakery Café), 14 points, et Mitchell Docker (Orica-GreenEDGE), 12 points.
- 6 janvier :
  - Le Belge Kevin Pauwels (Sunweb-Napoleon Games) remporte la 7e manche de la Coupe de monde de cyclo-cross, à Rome. Il devance son compatriote Niels Albert (BKCP-Powerplus), qui reprend la tête du classement général, et l'Italien Marco Aurelio Fontana (Cannondale Factory Racing). Du côté des femmes, la Néerlandaise Marianne Vos (Rabobank Liv/Giant) s'impose devant l'Américaine Katherine Compton (Trek Cyclocross Collective), toujours en tête du classement général, et la Tchèque Kateřina Nash (Luna), tandis que  Julian Alaphilippe (France) franchit la ligne en vainqueur chez les espoirs et que Mathieu van der Poel (Pays-Bas) poursuit son sans-faute avec une nouvelle victoire chez les juniors.
  - L'Australien Calvin Watson (Jayco VIS Apollo) devance son compatriote Aaron Donnelly (Huon Salmon-Genesys Wealth Advisers) et le Néo-Zélandais Josh Atskins (Équipe nationale de Nouvelle-Zélande Grays Online) pour gagner le Herald Sun Tour.
- 9 janvier : Luke Durbridge (Orica-GreenEDGE) conserve son titre de champion d'Australie du contre-la-montre, en devançant Rohan Dennis (Garmin-Sharp) et son coéquipier Michael Matthews.
- 11 janvier : Michael Vink est sacré champion de Nouvelle-Zélande du contre-la-montre, devançant Joseph Cooper et Paul Odlin.
- 13 janvier :
  - Francis Mourey (FDJ) est sacré pour la 7e fois champion de France de cyclo-cross. Il devance son coéquipier Arnold Jeannesson et John Gadret (AG2R La Mondiale). Lucie Chainel (EC Stéphanois) s'impose chez les femmes et Julian Alaphilippe (Armée de Terre) chez les espoirs. Lars van der Haar (Rabobank-Giant Off-Road), Klaas Vantornout (Sunweb-Napoleon Games) et Zdeněk Štybar (Omega Pharma-Quick Step) font de même, respectivement, aux Pays-Bas, en Belgique et en République tchèque[1].
  - Luke Durbridge (Orica-GreenEDGE) double la mise et devient champion d'Australie sur la course en ligne, devant son coéquipier Michael Matthews et Steele Von Hoff (Garmin-Sharp).
  - Hayden Roulston (RadioShack-Leopard) s'adjuge le Championnat de Nouvelle-Zélande. Il devance son coéquipier George Bennett et James Oram (Bontrager).
- 17 janvier :
  - Lors de la 1re journée de la 3e et dernière manche de la Coupe du monde de cyclisme sur piste, à Aguascalientes, l'Océanie domine la vitesse par équipes : la Nouvelle-Zélande s'impose chez les hommes devant la France et l'Australie, qui l'emporte chez les femmes devant le Chine et la Russie. Dans la poursuite par équipe hommes, la Russie devance la Suisse et l'Italie, tandis que le Canada remporte la manche chez les femmes, en devançant l'Ukraine et l'équipe Usn. Enfin, la course aux points femmes revient à Katarzyna Pawłowska (Pologne), qui devance Jarmila Machačová (République tchèque) et Yudelmis Domínguez (Cuba).
  - Diffusion aux États-Unis de l'émission de télévision durant laquelle Lance Armstrong avoue s'être dopé entre 1995 et 2005[2].
- 18 janvier : Lors de la 2e journée de la 3e manche de la Coupe du monde de cyclisme sur piste, Matthijs Büchli (Pays-Bas) gagne le keirin hommes, devançant Kazunari Watanabe (Japon) et François Pervis (France), tandis que l'omnium est remporté par Artur Ershov (RusVelo), devant Vivien Brisse (France) et Ondrej Rybin (République tchèque). Du côté des femmes, Gong Jinjie (GPC) s'adjuge la vitesse individuelle, en devançant Lisandra Guerra (Cuba) et Lee Wai-sze (Hong Kong), et Katarzyna Pawłowska (Pologne) bat María Luisa Calle (Colombie) et Rebecca Wiasak (Australie) pour s'imposer sur la poursuite individuelle.
- 19 janvier : Lors de la 3e journée de la 3e manche de la Coupe du monde de cyclisme sur piste, Denis Dmitriev (RusVelo) remporte la vitesse individuelle. Il devance Max Niederlag (Allemagne) et Juan Peralta (Navarre). La France s'impose sur le madison, devant l'Ukraine et la Suisse. Chez les femmes, la Chine domine le keirin, avec Zhong Tianshi vainqueur et Yulei Xu 3e de la manche, tandis que Gong Jinjie (GPC) est 2e. Enfin, Sarah Hammer (États-Unis) devance Li Huang (GPC) et Leire Olaberría (Espagne) pour prendre la 1re place de l'omnium.
- 20 janvier :
  - Sous la neige, le Tchèque Martin Bína (Cyklo Tábor) s'impose lors de la 8e et dernière manche de la Coupe de monde de cyclo-cross, à Hoogerheide. Le Néerlandais Lars van der Haar (Rabobank-Giant Off-Road) et le Suisse Simon Zahner (EKZ Racing) complètent le podium, qui ne comprend pas de Belges pour la 1re fois en Coupe du monde depuis 12 ans. Cela n'empêche pas la Belgique de faire un triplé au classement général, puisque Niels Albert (BKCP-Powerplus) remporte cette édition avec 540 points, devant Kevin Pauwels (Sunweb-Napoleon Games) (515 points) et Sven Nys (Crelan-Euphony) (506 points). La Néerlandaise Marianne Vos (Rabobank Liv/Giant) domine la manche chez les femmes, en devançant sa coéquipière et compatriote Sanne van Paassen et la Française Christel Ferrier-Bruneau (Faren - Let's Go Finland). Bien qu’absente de cette ultime joute, l'Américaine Katherine Compton (Trek Cyclocross Collective) s'adjuge le classement général, devançant van Paassen et la Britannique Nikki Harris (Young Telenet-Fidea). Wietse Bosmans (Belgique) gagne la manche chez les espoirs ainsi que le classement général, dont il était déjà en tête au départ de celle-ci, et Mathieu van der Poel (Pays-Bas) continue sa série victorieuse chez les juniors, avec un 6e succès de rang et le classement final.
  - Vainqueur de la 6e étape, Yohann Gène (Europcar) gagne la Tropicale Amissa Bongo, devant Soufiane Haddi (Équipe nationale du Maroc) et Gaëtan Bille (Lotto-Belisol).
- 27 janvier :
  - Vainqueur de la 3e étape, le Néerlandais Tom-Jelte Slagter (Blanco) remporte le Tour Down Under, prenant du même coup la tête de l'UCI World Tour. Il devance l'Espagnol Javier Moreno (Movistar) et le Britannique Geraint Thomas (Sky), vainqueur de la 2e étape.
  - L'Argentin Daniel Díaz (San Luis Somos Todos) s'adjuge à domicile le Tour de San Luis, en devançant l'Américain Tejay van Garderen (BMC Racing) et le Brésilien Alex Diniz (Funvic Brasilinvest-São José dos Campos) victorieux sur la 3e étape.
  - Pour l'ouverture de la saison en Europe, le Français Justin Jules (La Pomme Marseille) s'impose sur ses terres lors du Grand Prix d'ouverture La Marseillaise, devançant ses compatriotes Samuel Dumoulin (AG2R La Mondiale) et Thomas Damuseau (Argos-Shimano).
- 29 janvier :
  - L'UCI dissout la commission qu'elle avait mise en place à la suite de l'affaire Armstrong (l'UCIIC), et crée la Commission « vérité et réconciliation »[3].
  - Greg LeMond est victime d'un accident de la route[4].
- 30 janvier : Le Luxembourgeois Fränk Schleck (RadioShack-Leopard) est suspendu 1 an, jusqu'au 14 juillet 2013 (il a quitté le Tour de France le 14 juillet 2012 et n'a plus couru depuis), par l'ALAD[5].
- 31 janvier : Le Danois Michael Rasmussen avoue s'être dopé entre 1998 et 2010[6].

### Février
- 1er février : Kévin Sireau chute lors des championnats de France de cyclisme sur piste[7],[8].
- 2 février :
  - Sven Nys (Belgique) est sacré pour la 2e fois, après 2005, champion du monde de cyclo cross, devant son coéquipier et champion national Klaas Vantornout et Lars van der Haar (Pays-Bas). Les Néerlandais dominent le reste de ces championnats : Marianne Vos s'impose pour la 5e fois consécutive chez les femmes, en devançant Katherine Compton (États-Unis) et Lucie Chainel-Lefèvre (France), la course des espoirs accouche d'un Top 10 100 % Benelux (4 Néerlandais et 6 Belges), où le Batave Mike Teunissen devance dans l'ordre les Belges Wietse Bosmans et Wout van Aert, tandis que Mathieu van der Poel (Pays-Bas) poursuit sa domination outrageuse de la saison juniors, avec un titre de champion du monde acquis, respectivement, devant son coéquipier Martijn Budding et Adam Toupalik (République tchèque)[9]. À noter que toutes les épreuves prévues le lendemain ont été avancées à ce samedi 2 février, en raison des risques d'inondations[10].
  - Luis León Sánchez (Blanco) est suspendu provisoirement par son équipe pour son éventuelle implication dans l'Affaire Puerto[11].
- 3 février :
  - Jonathan Hivert (Sojasun) s'impose sur l'Étoile de Bessèges. Tous deux vainqueurs d'une étape, Jérôme Cousin (Europcar) et Anthony Roux (FDJ) complètent le podium.
  - L'équipe Lotto-Belisol remporte déjà sa 8e victoire de la saison, avec le succès de Kenny Dehaes sur la 1re manche du Challenge de Majorque, le Trofeo Palma, devant Tyler Farrar (Garmin-Sharp) et Ben Swift (Sky).
- 4 février :
  - Leigh Howard (Orica-GreenEDGE) s'adjuge au sprint la 2e manche du Challenge de Majorque, le Trofeo Campos. Il devance Tyler Farrar (Garmin-Sharp) et José Joaquín Rojas (Movistar)
  - L'UCI dévoile les calendriers de la saison 2013-2014 de cyclo-cross masculin et féminin[12].
- 5 février : Alejandro Valverde (Movistar) gagne la 3e manche du Challenge de Majorque, le Trofeo Serra de Tramuntana Deià-Lluc, devançant Sergio Henao (Sky) et Robert Gesink (Blanco).
- 6 février : Leigh Howard (Orica-GreenEDGE) est le vainqueur de la 4e manche du Challenge de Majorque, le Trofeo Platja de Muro, en devançant Maarten Wynants (Blanco) et Davide Cimolai (Lampre-Merida).
- 7 février : « À la suite de problèmes logistiques indépendants de [leur] volonté », les organisateurs du Tour méditerranéen annulent la 3e étape de la course[13],[14].
- 8 février :
  - L'équipe Andalucía disparait[15], dans un contexte difficile pour le cyclisme espagnol[16].
  - Vainqueur des 4 dernières étapes, ce qui constitue un record de l'épreuve[17], Mark Cavendish (Omega Pharma-Quick Step) remporte le Tour du Qatar. L'équipe BMC Racing, gagnante du contre-la-montre par équipes, et place Brent Bookwalter et Taylor Phinney dans cet ordre sur les deux autres marches du podium final.
- 10 février : Thomas Lövkvist (IAM) s’adjuge le Tour Méditerranéen, dans la même seconde que Jean-Christophe Péraud (AG2R La Mondiale), vainqueur de la 4e étape en haut du Mont Faron, les 2 hommes étant départagé par l'addition de leurs classements aux arrivées des étapes, tandis que Francesco Reda (Androni Giocattoli-Venezuela) complète le podium de cette édition mouvementée[18].
- 12 février : L'UCI annonce qu'une consultation des différents acteurs sera menée entre le 21 février et le 15 mars 2013[19].
- 14 février : Le conseil du Cyclisme professionnel (CCP) annonce que le Tour de Hangzhou n'aura pas lieu en 2013, avançant du même coup le Tour de Pékin[20], et que 2 épreuves World Tour seront disputés par équipes de 6 coureurs[21].
- 15 février : Le Tribunal arbitral du sport décide de donner raison à l'équipe russe Katusha qui réintègre donc l'UCI World Tour[22].
- 16 février :
  - Vainqueur de la 5e étape, Christopher Froome (Sky) s'impose sur le Tour d'Oman, en devançant Alberto Contador (Saxo-Tinkoff) et Cadel Evans (BMC Racing).
  - Tandis que la 8e et dernière manche, à Middelkerke lors du Noordzeecross, revient à Klaas Vantornout (Sunweb-Napoleon Games), Sven Nys (Crelan-Euphony) gagne le Superprestige. Il devance au classement final Niels Albert (BKCP-Powerplus) et le vainqueur du jour.
  - Filippo Pozzato (Lampre-Merida) gagne le Trofeo Laigueglia pour la 3e fois de sa carrière en devançant Francesco Reda (Androni Giocattoli-Venezuela) et Mauro Santambrogio (Vini Fantini-Selle Italia).
- 17 février :
  - L'équipe Omega Pharma-Quick Step signe un doublé sur le Tour d'Algarve, remporté par Tony Martin devant Michał Kwiatkowski, soit l'ordre du contre-la-montre final. 4e du chrono, Lieuwe Westra (Vacansoleil-DCM) complète le podium.
  - Arthur Vichot (FDJ) s'impose sur le Tour du Haut-Var, devançant Lars Boom et le coéquipier de ce dernier, Laurens ten Dam (Blanco).
- 18 février : L'UCI annonce qu'elle ne rétrogradera aucune équipe à la suite de la réintégration de l'équipe Katusha en World Tour[23].
- 21 février :
  - Grâce à ses 2 succès d'étapes, Alejandro Valverde (Movistar) s'adjuge la Tour d'Andalousie, devant Jurgen Van den Broeck (Lotto-Belisol) et Bauke Mollema (Blanco).
  - L'UCI annonce que les 2 épreuves World Tour qui se disputeront à 6 coureurs sont le Tour de Pologne et l'Eneco Tour[24].
- 23 février :
  - Luca Paolini (Katusha) bat au sprint Stijn Vandenbergh (Omega Pharma-Quick Step) pour obtenir un succès sur le Circuit Het Nieuwsblad. Sven Vandousselaere (Topsport Vlaanderen-Baloise) règle le groupe des poursuivants pour compléter le podium.
  - Daniel Navarro (Cofidis) remporte le Tour de Murcie. Il devance Bauke Mollema (Blanco) et Alejandro Valverde (Movistar).
  - La Drôme Classic est annulée à cause de la neige[25].
- 24 février :
  - Mark Renshaw (Blanco) s'impose sur la Clásica de Almería, en devançant Reinardt Janse van Rensburg (Argos-Shimano) et Francesco Lasca (Caja Rural).
  - Mathieu Drujon (BigMat-Auber 93) s'adjuge la Classic Sud Ardèche, devançant Rémi Pauriol (Sojasun) et Romain Bardet (AG2R La Mondiale).
  - Vainqueur de la 8e et dernière manche, Niels Albert (BKCP-Powerplus) remporte le Trophée Banque Bpost, devant Klaas Vantornout et Kevin Pauwels (Sunweb-Napéolon Games).
  - Kuurne-Bruxelles-Kuurne et le Grand Prix de Lugano ne sont pas courus à cause de chutes de neige[25].
- 25 février : Florian Rousseau démissionne du poste d'entraineur national, évoquant les difficultés de la piste française[26].
- 27 février : Alexey Tsatevitch (Katusha) gagne Le Samyn. Il devance Kris Boeckmans (Vacansoleil-DCM) et Adrien Petit (Cofidis).
- 28 février : Peter Sagan (Cannondale) obtient la victoire sur le Grand Prix de la ville de Camaiore, en battant au sprint Diego Ulissi (Lampre-Merida) et Rinaldo Nocentini (AG2R La Mondiale).

### Mars
- 2 mars :
  - Moreno Moser (Cannondale) s'impose sur les Strade Bianche, grâce notamment au travail de son coéquipier Peter Sagan, qui finit d'ailleurs 2e de la course. Rinaldo Nocentini (AG2R La Mondiale) prend la 3e place.
  - Vainqueur de la 5e étape, Julián Arredondo (Nippo-De Rosa) remporte le Tour de Langkawi. Il devance Pieter Weening (Orica-GreenEDGE) et Sergio Pardilla (MTN-Qhubeka).
- 3 mars :
  - Le Tour du Latium fait son retour, sous le nom de la Roma Maxima[27]. Blel Kadri (AG2R La Mondiale), membre de l'échappée matinale, franchit la ligne en vainqueur. Filippo Pozzato (Lampre-Merida) règle le groupe de poursuivant, juste devant Grega Bole (Vacansoleil-DCM).
  - Victorieux sur le prologue, Kristof Vandewalle (Omega Pharma-Quick Step) s'adjuge les Trois jours de Flandre Occidentale, en devançant Tobias Ludvigsson (Argos-Shimano) et son coéquipier Niki Terpstra.
- 9 mars :
  - Triplé de l'équipe NetApp-Endura sur le Tour de Drenthe : Alexander Wetterhall devance Markus Eichler et Andreas Schillinger.
  - L'équipe Androni Giocattoli-Venezuela annonce qu'elle rendra hommage à Hugo Chávez lors du Grand Prix Nobili Rubinetterie le 14 mars[28].
- 10 mars : Richie Porte (Sky) gagne Paris-Nice, grâce notamment à ses succès en haut de la Montagne de Lure lors de la 5e étape et sur le chrono en côte de la 7e étape. Il devance Andrew Talansky (Garmin-Sharp), vainqueur de la 3e étape, et Jean-Christophe Péraud (AG2R La Mondiale). Porte s'empare également de la tête de l'UCI World Tour.
- 11 mars :
  - Michele Acquarone, directeur de RCS Sport, annonce lors d'une conférence qu'il défend une réforme du calendrier cycliste[29].
  - Laurent Jalabert est renversé par une voiture près de chez lui.
- 12 mars : Vainqueur de la 6e étape, Vincenzo Nibali (Astana) remporte Tirreno-Adriatico, devant Christopher Froome (Sky), lauréat de la 4e étape, et Alberto Contador (Saxo-Tinkoff). Richie Porte (Sky) conserve la tête de l'UCI World Tour.
- 13 mars : La Nokere Koerse est annulée à cause de la neige[30].
- 14 mars : Bob Jungels (RadioShack-Leopard) s’adjuge le Grand Prix Nobili Rubinetterie, en devançant Daniele Bennati (Saxo-Tinkoff) et Simone Ponzi (Astana).
- 15 mars : Kenny Dehaes (Lotto-Belisol) s'impose sur l'Handzame Classic, devançant Kenny van Hummel (Vacansoleil-DCM) et le coéquipier de ce dernier, Danny van Poppel.
- 16 mars
  - Edwig Cammaerts (Cofidis) gagne la Classic Loire-Atlantique, devant Yauheni Hutarovich (AG2R La Mondiale) et Laurent Pichon (FDJ).
  - Les organisateurs de la Semaine internationale Coppi et Bartali annoncent que la 1re étape de l'édition 2013 sera un contre-la-montres par équipe disputé par équipes de 4 coureurs[31].
- 17 mars :
  - Gerald Ciolek (MTN-Qhubeka) rapporte la 1re victoire dans une épreuve World Tour pour une équipe africaine, à l'occasion de Milan-San Remo, réduit à 252 km à cause de la neige[32]. Il devance Peter Sagan (Cannondale) et Fabian Cancellara (RadioShack-Leopard), tandis que Sylvain Chavanel (Omega Pharma-Quick Step), 4e de la Primavera, prend la tête de l'UCI World Tour.
  - Damien Gaudin (Europcar) remporte Cholet-Pays de Loire, en devançant Marcel Wyss (IAM) et Rein Taaramäe (Cofidis).
- 20 mars : Oscar Gatto (Vini Fantini-Selle Italia) s'impose lors d'À travers les Flandres, devançant Borut Božič (Astana) et Mathew Hayman (Sky).
- 22 mars : Fabian Cancellara (RadioShack-Leopard) s'adjuge en solitaire le Grand Prix E3, devant Peter Sagan (Cannondale), qui s'empare de la 1re place de l'UCI World Tour, et Daniel Oss (BMC Racing).
- 24 mars :
  - Vainqueur de la 4e étape, Daniel Martin (Garmin-Sharp) gagne le Tour de Catalogne, en devançant Joaquim Rodríguez (Katusha) et Michele Scarponi (Lampre-Merida).
  - Peter Sagan (Cannondale) remporte Gand-Wevelgem, confortant ainsi sa position en tête de l'UCI World Tour. Il devance Borut Božič (Astana) et Greg Van Avermaet (BMC Racing).
  - La formation Sky signe un doublé au Critérium International, où s'impose Christopher Froome, vainqueur de l'étape arrivant au sommet de l'Ospedale, devant Richie Porte, qui s'adjuge le contre-la-montre. Tejay van Garderen (BMC Racing) complète le podium.
  - Lauréat de la 2e étape, Diego Ulissi (Lampre-Merida), remporte la Semaine internationale Coppi et Bartali devançant son coéquipier Damiano Cunego et Miguel Ángel Rubiano (Androni Giocattoli-Venezuela).
  - Le Tour de Taïwan revient à Bernard Sulzberger (Drapac), en devançant Tsgabu Grmay (MTN-Qhubeka) et Kirill Pozdnyakov (Synergy Baku Project).
- 28 mars :
  - Auteur notamment d'un succès sur le contre-la-montre, Sylvain Chavanel (Omega Pharma-Quick Step) gagne les Trois Jours de La Panne, devant Alexander Kristoff (Katusha) et son coéquipier Niki Terpstra.
  - L'UCI dévoile le barème qui servira à départager les équipes candidates à une licence World Tour pour 2014[33].
- 29 mars : Alessandro Malaguti (Androni Giocattoli-Venezuela) remporte la Route Adélie de Vitré. Il devance au sprint Yauheni Hutarovich (AG2R La Mondiale) et Justin Jules (La Pomme Marseille).
- 30 mars :
  - Simon Špilak (Katusha) s'adjuge en solitaire le Grand Prix Miguel Indurain, devançant Igor Antón (Euskaltel Euskadi) et Peter Stetina (Garmin-Sharp).
  - Rüdiger Selig (Katusha) s'impose sur la Volta Limburg Classic, en devançant Sonny Colbrelli (Bardiani-Valvole-CSF Inox) et Paul Martens (Blanco).
- 31 mars :
  - Fabian Cancellara (RadioShack-Leopard) gagne en solitaire le Tour des Flandres, devant Peter Sagan (Cannondale), qui conforte sa position en tête de l'UCI World Tour, et Jürgen Roelandts (Lotto-Belisol).
  - Francesco Lasca (Caja Rural-Seguros RGA) obtient la victoire lors du Tour de La Rioja, devançant Michael Matthews (Orica-GreenEDGE) et Ken Hanson (Optum-Kelly Benefit Strategies).
  - Nacer Bouhanni (FDJ) remporte la Val d'Ille Classic. Il devance Bryan Coquard (Europcar) et Yauheni Hutarovich (AG2R La Mondiale).

### Avril
- 3 avril : Marcel Kittel (Argos-Shimano) remporte au sprint le Grand Prix de l'Escaut. Il devance Mark Cavendish (Omega Pharma-Quick Step) et Barry Markus (Vacansoleil-DCM).
- 4 avril : Jonas Van Genechten (Lotto-Belisol) s'impose sur le Grand Prix Pino Cerami, en devançant Romain Feillu (Vacansoleil-DCM) et Andris Smirnovs (Doltcini-Flanders).
- 5 avril : Vainqueur de la 4e étape, Pierre Rolland (Europcar) s'adjuge le classement général du Circuit de la Sarthe, devant Jan Bárta (NetApp-Endura) et Tobias Ludvigsson (Argos-Shimano).
- 6 avril : Lauréat de la 4e étape du Tour du Pays basque, le Colombien Nairo Quintana (Movistar) devient le premier Sud-Américain au palmarès de l'épreuve. Il devance le duo de l'équipe Sky composé de l'Australien Richie Porte et son compatriote Sergio Henao, tous deux auteurs d'un succès d'étape. Peter Sagan (Cannondale) conserve la tête de l'UCI World Tour.
- 7 avril :
  - Fabian Cancellara (RadioShack-Leopard) gagne Paris-Roubaix pour la 3e fois, devançant Sep Vanmarcke (Blanco) et Niki Terpstra (Omega Pharma-Quick Step). Il s'empare ainsi de la 1re place de l'UCI World Tour.
  - Rui Costa (Movistar) remporte la Klasika Primavera, devant Pablo Urtasun (Euskaltel Euskadi) et Alberto Contador (Saxo-Tinkoff).
- 9 avril : Triplé français sur Paris-Camembert, gagné par Pierrick Fédrigo (FDJ), qui devance Sylvain Georges (AG2R La Mondiale) et Pierre Rolland (Europcar).
- 10 avril : Peter Sagan (Cannondale) s'impose sur la Flèche brabançonne, en devançant Philippe Gilbert (BMC Racing) et Björn Leukemans (Vacansoleil-DCM).
- 16 avril : Laurent Jalabert démissionne de son poste de sélectionneur de l'équipe de France de cyclisme sur route[34].

### Mai
- 1er mai : Simon Špilak (Katusha) remporte le Grand Prix de Francfort au sprint, devant Moreno Moser (Cannondale) et André Greipel (Lotto-Belisol).
- 4 mai :
  - Début du Tour d'Italie.
  - L'Espagnol Javier Moreno (Movistar) devance ses compatriotes Mikel Landa (Euskaltel Euskadi) et Delio Fernández (OFM-Quinta da Lixa) pour obtenir la victoire sur le Tour de la communauté de Madrid.
- 5 mai : vainqueur des trois premières étapes, Arnaud Démare (FDJ) s'impose sur les Quatre Jours de Dunkerque, en devançant Florian Vachon (Bretagne-Séché Environnement) et Ramon Sinkeldam (Argos-Shimano).
- 8 mai : la formation Blanco annonce que son enquête interne sur l'implication de Luis León Sánchez dans l'Affaire Puerto n'a rien conclu et le coureur est donc autorisé à reprendre la compétition[35].
- 12 mai :
  - Grâce notamment à deux victoires d'étapes, Marcel Kittel (Argos-Shimano) s'adjuge le Tour de Picardie, devançant Bryan Coquard (Europcar) et Kenny van Hummel (Vacansoleil-DCM).
  - Sébastien Delfosse (Crelan-Euphony) gagne le Tour de Cologne, devant Pieter Jacobs (Topsport Vlaanderen-Baloise) et Georg Preidler (Argos-Shimano).
  - Amets Txurruka (Caja Rural-Seguros RGA) remporte le Tour des Asturies. Il devance Mikel Landa (Euskaltel Euskadi) et Javier Moreno (Movistar).
- 15 mai : l'UCI annonce qu'un classement "d'attractivité" verra le jour sur le Tour de Pologne, attribuant des bonifications pour le classement général à chaque étape[36].
- 21 mai : l'équipe AG2R La Mondiale annonce qu'à la suite du contrôle positif sur le Tour d'Italie de son coureur Sylvain Georges, confirmé par l'analyse de l'échantillon B, cumulé à celui de Steve Houanard sept mois plus tôt, elle ne prendra pas part au Critérium du Dauphiné conformément aux règles du Mouvement pour un cyclisme crédible[37]
- 26 mai : fin du Tour d'Italie. Vainqueur de 2 étapes, Vincenzo Nibali (Astana) remporte son Tour national, en devançant Rigoberto Urán (Sky), lui aussi lauréat d'une étape, et Cadel Evans (BMC Racing). Carlos Betancur (AG2R La Mondiale), 5e du classement général, termine meilleur jeune de la course. Grâce notamment à ses 5 succès, Mark Cavendish (Omega Pharma-Quick Step) s'adjuge le classement par points. Stefano Pirazzi (Bardiani Valvole-CSF Inox) termine maillot bleu de meilleur grimpeur et la formation Sky meilleure équipe.

### Juin
- 29 juin : début du Tour de France.

### Juillet
- 21 juillet : fin du Tour de France.

### Août
- 24 août : début du Tour d'Espagne.

### Septembre
- 15 septembre : l'Américain Christopher Horner (RadioShack-Leopard) gagne le Tour d'Espagne. Il devient le plus vieux vainqueur d'un grand tour.
- 22 septembre : championnats du monde sur route : les équipes Belge Omega Pharma-Quick Step et Américaine Specialized-lululemon conservent respectivement leur titre de championnes du monde du contre-la-montre par équipes masculin et féminin.
- 23 septembre :
  - championnats du monde sur route : l'Australien Damien Howson est champion du monde du contre-la-montre des moins de 23 ans. Il devance le Français Yoann Paillot et le Danois Lasse Norman Hansen.
  - championnats du monde sur route : la Française Séverine Eraud devient championne du monde du contre-la-montre des juniors. Elle devance les Australiennes Alexandria Nicholls et Alexandra Manly.
- 24 septembre :
  - championnats du monde sur route : la Néerlandaise Eleonora van Dijk s'adjuge le titre de championne du monde du contre-la-montre. Elle bat la Néo-Zélandaise Linda Villumsen et l'Américaine Carmen Small.
  - championnats du monde sur route : le Belge Igor Decraene est champion du monde du contre-la-montre des juniors. Le Danois Mathias Krigbaum est médaillé d'argent et l'Américain Zeke Mostov médaillé de bronze.
- 25 septembre :
  - championnats du monde sur route : l'Allemand Tony Martin obtient son troisième titre consécutif de champion du monde du contre-la-montre. Le podium est le même qu'en 2011 : Bradley Wiggins (Royaume-Uni) est deuxième, Fabian Cancellara (Suisse) troisième.
- 27 septembre :
  - Brian Cookson est élu président de l'Union cycliste internationale.
  - championnats du monde sur route : le Slovène Matej Mohorič devient champion du monde sur route des moins de 23 ans. Louis Meintjes (Afrique du Sud) et Sondre Holst Enger (Norvège) sont respectivement deuxième et troisième.
  - championnats du monde sur route : la Danoise Amalie Dideriksen remporte le championnat du monde sur route des juniors. Elle devance la Russe Anastasiia Iakovenko et l'Ukrainienne Olena Demydova.
- 28 septembre :
  - championnats du monde sur route : la Néerlandaise Marianne Vos obtient son troisième titre de championne du monde sur route. Emma Johansson (Suède) et Rossella Ratto (Italie) sont médaillées d'argent et de bronze dans cet ordre.
  - championnats du monde sur route : le Néerlandais Mathieu van der Poel devient champion du monde sur route des juniors. Il devance le Danois Mads Pedersen et l'Albanais Iltjan Nika.
- 29 septembre :
  - championnats du monde sur route : Rui Costa devient le premier Portugais champion du monde sur route. Il devance respectivement les Espagnols Joaquim Rodríguez et Alejandro Valverde. Ce dernier monte pour la cinquième fois sur le podium d'une course en ligne lors d'un championnat du monde, un record.
- 30 septembre : l'équipe Sojasun annonce sa disparition à la fin de cette saison.

## Grands tours

### Tour d'Italie
- Vainqueur :  Vincenzo Nibali (Astana)
- 2e :  Rigoberto Urán (Sky)
- 3e :  Cadel Evans (BMC Racing)
- Classement par points :  Mark Cavendish (Omega Pharma-Quick Step)
- Meilleur grimpeur :  Stefano Pirazzi (Bardiani Valvole-CSF Inox)
- Meilleur jeune :  Carlos Betancur (AG2R La Mondiale)
- Meilleure équipe :  Sky

### Tour de France
- Vainqueur :  Christopher Froome (Sky)
- 2e :  Nairo Quintana (Movistar)
- 3e :  Joaquim Rodríguez (Katusha)
- Classement par points :  Peter Sagan (Cannondale)
- Meilleur grimpeur :  Nairo Quintana (Movistar)
- Meilleur jeune :  Nairo Quintana (Movistar)
- Meilleure équipe :  Saxo-Tinkoff
- Super-combatif :  Christophe Riblon (AG2R La Mondiale)

### Tour d'Espagne
- Vainqueur :  Christopher Horner (RadioShack-Leopard)
- 2e :  Vincenzo Nibali (Astana)
- 3e :  Alejandro Valverde (Movistar)
- Classement par point :  Alejandro Valverde (Movistar)
- Meilleur grimpeur :  Nicolas Edet (Cofidis)
- Classement du combiné :  Christopher Horner (RadioShack-Leopard)
- Meilleure équipe :  Euskaltel Euskadi

## Principales classiques
- Milan-San Remo :  Gerald Ciolek (MTN-Qhubeka)
- Grand Prix E3:  Fabian Cancellara (RadioShack-Leopard)
- Gand-Wevelgem :  Peter Sagan (Cannondale)
- Tour des Flandres :  Fabian Cancellara (RadioShack-Leopard)
- Paris-Roubaix :  Fabian Cancellara (RadioShack-Leopard)
- Amstel Gold Race :  Roman Kreuziger (Saxo-Tinkoff)
- Flèche wallonne :  Daniel Moreno (Katusha)
- Liège-Bastogne-Liège :  Daniel Martin (Garmin-Sharp)
- Classique de Saint-Sébastien :  Tony Gallopin (RadioShack-Leopard)
- Tour de Lombardie :  Joaquim Rodríguez (Katusha)
- Paris-Tours :  John Degenkolb (Argos-Shimano)

## Championnats

### Championnats du monde

#### Championnats du monde de cyclo-cross
| Épreuves       | Or                         | Argent                  | Bronze                      |
| -------------- | -------------------------- | ----------------------- | --------------------------- |
| Élites hommes  | Sven Nys (BEL)             | Klaas Vantornout (BEL)  | Lars van der Haar (NED)     |
| Élites femmes  | Marianne Vos (NED)         | Katherine Compton (USA) | Lucie Chainel-Lefèvre (FRA) |
| Espoirs hommes | Mike Teunissen (NED)       | Wietse Bosmans (BEL)    | Wout van Aert (BEL)         |
| Juniors hommes | Mathieu van der Poel (NED) | Martijn Budding (NED)   | Adam Toupalik (CZE)         |

#### Championnats du monde sur piste
| Épreuves                                       | Or                                                                          | Argent                                                                | Bronze                                                                                         |
| ---------------------------------------------- | --------------------------------------------------------------------------- | --------------------------------------------------------------------- | ---------------------------------------------------------------------------------------------- |
| Kilomètre contre-la-montre résultats détaillés | François Pervis (FRA)                                                       | Simon van Velthooven (NZL)                                            | Joachim Eilers (GER)                                                                           |
| Keirin résultats détaillés                     | Jason Kenny (GBR)                                                           | Maximilian Levy (GER)                                                 | Matthijs Büchli (NED)                                                                          |
| Vitesse résultats détaillés                    | Stefan Bötticher (GER)                                                      | Denis Dmitriev (RUS)                                                  | François Pervis (FRA)                                                                          |
| Vitesse par équipes résultats détaillés        | René Enders Stefan Bötticher Maximilian Levy Allemagne                      | Ethan Mitchell Sam Webster Edward Dawkins Nouvelle-Zélande            | Julien Palma Michaël D'Almeida François Pervis France                                          |
| Poursuite individuelle résultats détaillés     | Michael Hepburn (AUS)                                                       | Martyn Irvine (IRL)                                                   | Stefan Küng (SUI)                                                                              |
| Poursuite par équipes résultats détaillés      | Glenn O'Shea Alexander Edmondson Michael Hepburn Alexander Morgan Australie | Steven Burke Edward Clancy Samuel Harrison Andrew Tennant Royaume-Uni | Lasse Norman Hansen Casper von Folsach Mathias Møller Nielsen Rasmus Christian Quaade Danemark |
| Course aux points résultats détaillés          | Simon Yates (GBR)                                                           | Eloy Teruel (ESP)                                                     | Kirill Sveshnikov (RUS)                                                                        |
| Américaine résultats détaillés                 | Vivien Brisse Morgan Kneisky France                                         | David Muntaner Albert Torres Espagne                                  | Henning Bommel Theo Reinhardt Allemagne                                                        |
| Scratch résultats détaillés                    | Martyn Irvine (IRL)                                                         | Andreas Müller (AUT)                                                  | Luke Davison (AUS)                                                                             |
| Omnium résultats détaillés                     | Aaron Gate (NZL)                                                            | Lasse Norman Hansen (DEN)                                             | Glenn O'Shea (AUS)                                                                             |

| Épreuves                                           | Or                                              | Argent                                               | Bronze                                              |
| -------------------------------------------------- | ----------------------------------------------- | ---------------------------------------------------- | --------------------------------------------------- |
| 500 m contre-la-montre résultats détaillés         | Lee Wai-sze (HKG)                               | Miriam Welte (GER)                                   | Rebecca James (GBR)                                 |
| Keirin féminin résultats détaillés                 | Rebecca James (GBR)                             | Gong Jinjie (CHN)                                    | Lisandra Guerra (CUB)                               |
| Vitesse féminine résultats détaillés               | Rebecca James (GBR)                             | Kristina Vogel (GER)                                 | Lee Wai-sze (HKG)                                   |
| Vitesse par équipes féminine résultats détaillés   | Kristina Vogel Miriam Welte Allemagne           | Gong Jinjie Guo Shuang Chine                         | Rebecca James Victoria Williamson Royaume-Uni       |
| Poursuite féminine résultats détaillés             | Sarah Hammer (USA)                              | Amy Cure (AUS)                                       | Annette Edmondson (AUS)                             |
| Poursuite par équipes féminine résultats détaillés | Laura Trott Dani King Elinor Barker Royaume-Uni | Annette Edmondson Amy Cure Melissa Hoskins Australie | Gillian Carleton Jasmin Glaesser Laura Brown Canada |
| Course aux points féminine résultats détaillés     | Jarmila Machačová (CZE)                         | Sofía Arreola (MEX)                                  | Giorgia Bronzini (ITA)                              |
| Scratch féminin résultats détaillés                | Katarzyna Pawłowska (POL)                       | Sofía Arreola (MEX)                                  | Evgenia Romanyuta (RUS)                             |
| Omnium féminin résultats détaillés                 | Sarah Hammer (USA)                              | Laura Trott (GBR)                                    | Annette Edmondson (AUS)                             |

#### Championnats du monde sur route
| Contre-la-montre | Or                            | Argent                    | Bronze                    |
| ---------------- | ----------------------------- | ------------------------- | ------------------------- |
| Élites hommes    | Tony Martin (GER)             | Bradley Wiggins (GBR)     | Fabian Cancellara (SUI)   |
| Élites femmes    | Eleonora van Dijk (NED)       | Linda Villumsen (NZL)     | Carmen Small (USA)        |
| Espoirs hommes   | Damien Howson (AUS)           | Yoann Paillot (FRA)       | Lasse Norman Hansen (DEN) |
| Juniors hommes   | Igor Decraene (BEL)           | Mathias Krigbaum (DEN)    | Zeke Mostov (USA)         |
| Juniors femmes   | Séverine Eraud (FRA)          | Alexandria Nicholls (AUS) | Alexandra Manly (AUS)     |
| Équipes hommes   | Omega Pharma-Quick Step (BEL) | Orica-GreenEDGE (AUS)     | Sky (GBR)                 |
| Équipes femmes   | Specialized-lululemonn (USA)  | Rabo Women (NED)          | Orica-AIS (AUS)           |

| Course en ligne | Or                         | Argent                     | Bronze                   |
| --------------- | -------------------------- | -------------------------- | ------------------------ |
| Élites hommes   | Rui Costa (POR)            | Joaquim Rodríguez (ESP)    | Alejandro Valverde (ESP) |
| Élites femmes   | Marianne Vos (NED)         | Emma Johansson (SWE)       | Rossella Ratto (ITA)     |
| Espoirs hommes  | Matej Mohorič (SLO)        | Louis Meintjes (RSA)       | Sondre Holst Enger (NOR) |
| Juniors hommes  | Mathieu van der Poel (NED) | Mads Pedersen (DEN)        | Iltjan Nika (ALB)        |
| Juniors femmes  | Amalie Dideriksen (DEN)    | Anastasiia Iakovenko (RUS) | Olena Demydova (UKR)     |

### Principaux champions nationaux sur route
- Afrique du Sud : Jay Robert Thomson (MTN-Qhubeka)[38]
- Allemagne : André Greipel (Lotto-Belisol)
- Australie : Luke Durbridge (Orica-GreenEDGE)
- Belgique : Stijn Devolder (RadioShack-Leopard)
- Danemark : Michael Mørkøv (Saxo-Tinkoff)
- Canada : Zachary Bell (Champion System)
- Croatie : Robert Kišerlovski (RadioShack-Leopard)
- Espagne : Jesús Herrada (Movistar)
- Estonie : Rein Taaramäe (Cofidis)
- États-Unis : Fred Rodriguez (Jelly Belly-Kenda)
- France : Arthur Vichot (FDJ)
- Grande-Bretagne : Mark Cavendish (Omega Pharma-Quick Step)
- Grèce : Ioánnis Tamourídis (Euskaltel Euskadi)
- Irlande : Matthew Brammeier (Champion System)
- Italie : Ivan Santaromita (BMC Racing)
- Japon : Yukiya Arashiro (Europcar)
- Kazakhstan : Aleksandr Dyachenko (Astana)
- Lettonie : Aleksejs Saramotins (IAM)
- Lituanie : Tomas Vaitkus (Orica-GreenEDGE)
- Luxembourg : Bob Jungels (RadioShack-Leopard)
- Norvège : Thor Hushovd (BMC Racing)
- Nouvelle-Zélande : Hayden Roulston (RadioShack-Leopard)
- Pays-Bas : Johnny Hoogerland (Vacansoleil-DCM)
- Pologne : Michał Kwiatkowski (Omega Pharma-Quick Step)
- République tchèque : Jan Bárta (NetApp-Endura)
- Russie : Vladimir Isaychev (Katusha)
- Slovaquie : Peter Sagan (Cannondale)
- Suisse : Michael Schär (BMC Racing)

## Principaux décès
- 3 janvier : Burry Stander, VTTiste sud africain[39] (° 16 septembre 1987)
- 5 janvier : Pierre Cogan, cycliste sur route français[40] (° 10 janvier 1914)
- 12 février : Fransisco Aguanell, médecin légiste participant au procès Puerto[41],[42]
- 31 mars : Marcelo Graces, cycliste urugayen[43]
- 6 avril : Miguel Poblet, cycliste espagnol (° 18 mars 1928)
- 17 mai : Philippe Gaumont, cycliste français[44] (° 22 février 1973)
- 18 juin : Ramón Sáez, cycliste espagnol[45] (° 4 janvier 1940)
- 23 juin : Rufino Murgia, masseur de la formation Euskaltel Euskadi[46]
- 11 août : Raymond Delisle, cycliste français (° 11 mars 1943)
- 3 octobre : Amy Dombroski, cycliste américain spécialiste du cyclo-cross (° 9 septembre 1987)
- 17 octobre : Albert Bourlon, cycliste français[47] (° 23 novembre 1916)
- 24 novembre : Arnaud Coyot, cycliste français[48] (° 6 octobre 1980)